# Wschowa (gmina)
Pour les articles homonymes, voir Wschowa.
La gmina de Wschowa est une gmina urbaine-rurale (gmina miejsko-wiejska) ou mixte de la powiat de Wschowa, dans la Voïvodie de Lubusz, dans l'ouest de la Pologne.
Son siège administratif (chef-lieu) est la ville de Wschowa qui se situe à environ 57 kilomètres à l'est de Zielona Góra (siège de la diétine régionale).
La gmina couvre une superficie de 198,3 km2 pour une population de 21 534 habitants en 2016.

## Histoire
De 1975 à 1998, la gmina est attachée administrativement à la voïvodie de Leszno.

Depuis 1999, elle fait partie de la voïvodie de Lubusz.

## Géographie
Outre la ville de Wschowa, la gmina inclut les villages et localités de :

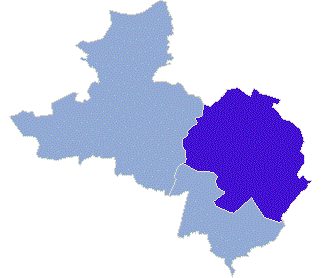
Plan de la gmina

- Buczyna
- Czerlejewo
- Dębowa Łęka
- Hetmanice
- Kandlewo
- Klucz
- Konradowo
- Łęgoń
- Lgiń
- Łysiny
- Mały Bór
- Nowa Wieś
- Nowe Ogrody
- Olbrachcice
- Osowa Sień
- Przyczyna Dolna
- Przyczyna Górna
- Pszczółkowo
- Siedlnica
- Tylewice
- Wincentowo
- Wygnańczyce

### Gminy voisines
La gmina de Wschowa est voisine des gminy suivantes :
- Niechlów
- Sława
- Święciechowa
- Szlichtyngowa
- Wijewo
- Włoszakowice

## Structure du terrain
D'après les données de 2002, la superficie de la commune de Wschowa est de 198,3 kilomètres carrés, répartis comme telle :
- terres agricoles : 62%
- forêts : 29%

La commune représente 31,74% de la superficie du powiat.

## Démographie
Données du 30 juin 2004:
| Description        | Total  | Total | Femmes | Femmes | Hommes | Hommes |
| ------------------ | ------ | ----- | ------ | ------ | ------ | ------ |
| Unité              | Nombre | %     | Nombre | %      | Nombre | %      |
| Population         | 21 686 | 100   | 11 025 | 50,8   | 10 661 | 49,2   |
| Densité (hab./km²) | 109,4  | 109,4 | 55,6   | 55,6   | 53,8   | 53,8   |